# Fritz Dorls
Fritz Dorls (Brilon, 9 de septiembre de 1910 - Opponitz, 25 de enero de 1995) fue un político alemán de extrema derecha y exmiembro del Partido Nazi. Fue presidente del neonazi Partido Socialista del Reich, que fue prohibido por el Tribunal Constitucional Federal de Alemania en 1952.

## Biografía
Dorls se unió al Partido Nazi en 1929. Afirmó haberse graduado de la Universidad de Heidelberg con un doctorado, pero en 1960 la universidad informó de que no había registros de que lo hubiera obtenido. Dorls trabajó como agricultor en la finca de su padre y también fue miembro de la Sturmabteilung. A partir de marzo de 1945, impartió clases de historia en la Escuela Imperial del Frente Alemán del Trabajo en Erwitte.
Dorls se unió a la Luftwaffe en 1940. Fue arrestado por las autoridades británicas en 1946, ya que era miembro de la categoría de "arresto automático".
Dorls se unió a la Unión Demócrata Cristiana (CDU) después de ser liberado y se convirtió en editor de uno de sus periódicos en Hannover. En 1948, fue retirado del periódico debido a sus creencias nazis. Dejó la CDU para unirse al Partido Derechista Alemán (DRP) y fue uno de los cinco diputados del partido elegidos al Bundestag en las elecciones federales de 1949.
Dorls fue expulsado del DRP por supuestamente ponerse en contacto con Otto Strasser. Formó el Partido Socialista del Reich (SRP) el 2 de octubre de 1949, con múltiples ramas municipales y distritales del DRP uniéndose a él.  En las elecciones estatales de Baja Sajonia de 1951, Dorls fue elegido diputado del Parlamento Regional Bajo Sajón.
El gobierno de Alemania Occidental solicitó que se prohibiera el SRP el 16 de noviembre de 1951, y el Tribunal Constitucional Federal falló a favor de prohibir el partido el 23 de octubre de 1952.
Después de que el SRP fuera prohibido por el gobierno alemán, Dorls huyó a España para evitar el arresto. A su regreso en 1955, fue arrestado. En 1957, fue condenado a 14 meses de prisión por su liderazgo en una organización anticonstitucional, insultar al canciller Konrad Adenauer y fraude. Murió en 1995 a la edad de 84 años.